# Heli-Sport CH-77
Der Heli-Sport CH-77 Ranabot ist ein Hubschrauber des italienischen Herstellers CH-7 Heli-Sport Srl.

## Geschichte und Konstruktion
Nach den Erfolgen mit dem CH-7 Angel und seinen Weiterentwicklungen CH-7 Kompress, entschloss man sich bei Heli-Sport einen neuen zweisitzigen Hubschrauber zu entwickeln, wobei die Insassen nicht wie beim Kompress dicht hintereinander, sondern nebeneinander sitzen sollten. Das Ergebnis war der aus dem CH-7 entwickelte CH-77 Ranabot. Der Hubschrauber besteht aus einem geschweißten Stahlrohrrahmen, auf welchem eine Kabine aus Verbundwerkstoffen montiert ist, welche durch seitliche Türen betreten werden kann. Angetrieben wird der Hubschrauber wahlweise von einem Rotax 914 H oder einem Rotax 917 Ti mit je 95 kW. Der Hauptrotor besteht aus Verbundwerkstoffen.

## Technische Daten
| Kenngröße             | Daten                                                  |
| --------------------- | ------------------------------------------------------ |
| Besatzung             | 1                                                      |
| Passagiere            | 1                                                      |
| Länge (inkl. Rotor)   | 7,24 m                                                 |
| Höhe                  | 2,47 m                                                 |
| Rotordurchmesser      | 6,28 m                                                 |
| Leermasse             | 280 kg                                                 |
| max. Startmasse       | 450 kg                                                 |
| Reisegeschwindigkeit  | 160 km/h                                               |
| Höchstgeschwindigkeit | 210 km/h                                               |
| Dienstgipfelhöhe      | 4800 m                                                 |
| Reichweite/Flugdauer  | 480 km                                                 |
| Triebwerke            | Rotax 914 H Vierzylinder-Viertakt-Boxermotor mit 95 kW |